# G-Rockets
G-Rockets（ジー・ロケッツ）は、日本のアクロバットダンスカンパニー。体操、新体操などで国内外の競技会に参加・入賞経験のある元アスリートを中心に、女性だけで構成されている。

## 概要
2000年に日本体育大学体操競技部出身の山中陽子（代表）、今村ゆり子らにより結成。フランスやアメリカで研鑽を積んだエアリアル（空中）パフォーマンスと様々なダンスを融合させ、「アクロバットダンス」という新たなジャンルを築き上げた。主宰公演にとどまらず、堂本光一主演『Endless SHOCK』や玉森裕太主演『DREAM BOYS』、志村けん一座『志村魂』などに出演、また、コンサートでもEXILEや水樹奈々など多くのステージに出演し高い評価を得る。
ドイツ『ハノーバーEXPO』、長野『スペシャルオリンピックス冬季世界大会』開会式、荒川静香『Christmas On Ice』をはじめ、数多くのイベントにも出演。韓国・ニューヨーク・ラスベガスなど世界に活躍の場を広げている。
2009年4月にはスタジオを開設、アクロバットダンスを後進に伝える指導も行っている。
なお、2020年東京オリンピックの体操競技において、銅メダルを獲得した村上茉愛の種目別床の振付は山中陽子によるものである。
2022年9月10日から、創立20周年記念ドキュメンタリー映画『空へ ふたたび』（監督：大嶋拓）が新宿K's cinemaにて公開される。

## 本公演
- オペラ・ドゥ・サーカス
- 天王洲キャッツ
- 愛と青春のみにくいアヒルの子
- That's G-Rockets
- ダイエットSHOW
- G-collection
- G-LIVE
- Go! Go! ハロウィン
- アクロバットダンサー
- Alice～I'm 40
- G-CIRQUE（ジー・シルク）
- 大奥 ～決別の夜明け～
- KAGUYA 〜もうひとつの竹取物語〜
- G-Rockets感謝祭

## 外部公演
- 堂本光一主演『Endless SHOCK』
- 滝沢秀明主演『滝沢歌舞伎』
- 玉森裕太主演『DREAM BOYS』『JOHNNYS’ ISLAND』
- コロッケ主演『コロッケものまねオンステージ』
- 志村けん一座『志村魂』
- 地球ゴージャスプロデュース公演
- 『RENT』
- ミュージカル『ナイツ･テイル-騎士物語-』
- ミュージカル『ラブ・ネバー・ダイ』
- 『ROCK MUSICAL BLEACH』
- ミュージカル『美少女戦士セーラームーン』
- ライブ・スペクタクル『NARUTO-ナルト-』
- 『SAKURA-JAPAN IN THE BOX-』
- 海の音楽劇『プリンス・オブ・マーメイド』

他多数

## コンサート
- EXILE
- 水樹奈々
- ポルノグラフィティ
- 遊助
- 水森かおり
- KinKi Kids
- KAT-TUN

## イベント
- 中国：日中文化友好年北京特別公演 楽劇『天人』
- ドイツ：ハノーバーEXPO
- 長野：スペシャルオリンピックス冬季世界大会開会式
- 韓国：麗水世界博覧会ジャパンデー文化公演
- 荒川静香『Christmas On Ice』

他多数

## TV
NHK
- 紅白歌合戦

日本テレビ
- 欽ちゃん&香取慎吾の全日本仮装大賞 ※第83回 優勝
- news every.
- ぐるぐるナインティナイン
- 世界まる見え!テレビ特捜部

TBS
- 王様のブランチ